# Jean-Étienne Marie
Jean-Étienne Marie (Pont-l'Évêque, Calvados, 22 november 1917 - Nice, Alpes Maritimes, 25 december 1989) was een Franse componist van eigentijdse klassieke muziek. Hij is een belangrijke figuur in de geschiedenis en het onderzoek van de microtonale muziek en de elektro-akoestiek.

## Biografie
Marie werd geboren in Pont-l'Évêque, Calvados, en studeerde aan het Conservatorium van Parijs met Simone Plé-Caussade. Na de Tweede Wereldoorlog wijdde hij zijn leven aan de muziek. Hij werkte bij de Radiodiffusion Française, waar hij een specialist was in het uitzenden van hedendaagse muziekfestivals.
Marie was een leerling van Olivier Messiaen en van Darius Milhaud, maar zijn ontmoeting met de pionier van de microtonaliteit Julián Carrillo is van doorslaggevend belang geweest voor zijn muzikale werk. Hij creëerde le CIRM in 1968 in Parijs en plaatste het in 1978 in Nice. In 1979 creëerde hij het MANCA Festival (Musiques actuelles Nice Côte-d'Azur).

## Muziek
Hij wijdde het grootste deel van zijn werk aan microtonale en gemixte muziek. Zijn werken en zijn theorievorming over microtonale muziek waren belangrijk voor de moderne kennis van de Europese microtonale muziek.
Net als Julian Carrillo onderzocht hij de mogelijkheden van microtonale toonladders, zowel wijdverbreid (1/4 toon, 1/3 toon, 1/6 toon) als minder bekend (1/7e toon, 1/5e toon). Een van zijn technieken was het gebruik van polytemperde muziek, wat wil zeggen dat die muziek gebruik maakt van het gelijktijdige gebruik van verschillende microtonale toonladders. Dit concept werd voorgesteld door Carillo. In Tombeau de Carillo gebruikte hij 1/2, 1/3, 1/5e en 1/6 toonladders tegelijk.
Hij probeerde ook het serialisme op deze toonladders toe te passen. In 1972 schreef hij een serieel en polytempered stuk Ecce Ancilla Domini, waarin hij reeksen gebruikt in 1/4, 1/5e en 1/6e toon.